# Dobang
Dobang, soms ook geschreven als Tobang, is de naam van een privé leger uit de Koreaanse Goryeodynastie, ontstaan uit de persoonlijke lijfwacht van Gyeong Dae-seung (慶大升). Na de militaire opstand van de generaals in 1170, tijdens het bewind van Koning Uijong van Goryeo, waren het een aantal generaals uiteindelijk samenkomend als de Choe militaire dictators, die in Goryeo de werkelijke macht in handen hadden. In het eerste jaar van hun bewind werd generaal Lee Go (李高) om het leven gebracht door generaal Lee Euibang (李義方) wie op zijn beurt weer uit de weg werd geruimd door Jeong Gyeon (鄭筠). Het was Jeongs vader, generaal Jeong Jung-bu, geweest die leiding had gegeven aan de militaire opstand. Jeong Jung-bu was zeven jaar aan de macht toen hij onttroond werd door generaal Gyeong Dae-seung.
Gyeong was de een na laatste generaal die de macht greep voordat de familie Choe de macht greep en deze voor een langere tijd consolideerde.
Acht slaand op het feit dat de vorige generaals groot persoonlijk risico hadden genomen, organiseerde Gyeong Dae-seung een persoonlijke lijfwacht bestaand uit honderd man die steeds met hem meeging. Deze lijfwacht werd Dobang genoemd. De lijfwacht werd ontbonden met de dood van Gyeong, maar werd nieuw leven ingeroepen door Choe Chung-heon (崔忠獻) kort nadat deze de macht had gegrepen.
Choe breidde de Dobang uit en verdeelde deze in zes afzonderlijke divisies (Yuk-beon 六番) die bekend kwamen te staan als de Yuk-beon Dobang (六番都房). Hierdoor werd het mogelijk om de wacht te laten roteren.
Toen Choe Lee (崔怡) aan de macht kwam, was er sprake van de Binnenste Dobang (Nae Dobang, 內都房) en de Buitenste Dobang (We Dobang, 外都房).